# Gonbadvāz
Gonbadvāz (persiska: گنبدواز) är en ort i Iran.   Den ligger i provinsen Khorasan, i den nordöstra delen av landet, 700 km öster om huvudstaden Teheran. Gonbadvāz ligger 1 019 meter över havet och antalet invånare är 678.
Terrängen runt Gonbadvāz är platt.Runt Gonbadvāz är det ganska tätbefolkat, med 185 invånare per kvadratkilometer. Närmaste större samhälle är Mashhad, 15,7 km söder om Gonbadvāz. Omgivningarna runt Gonbadvāz är i huvudsak ett öppet busklandskap.